# チーズはどこへ消えた?
『チーズはどこへ消えた?』（チーズはどこへきえた、英語原題：Who Moved My Cheese?）は、アメリカ合衆国の医学博士・心理学者であるスペンサー・ジョンソンが著した童話、ビジネス書。
1998年にアメリカで出版される。2009年時点で全世界で累計2400万部、2019年時点で2800万部を超えるベストセラーとなっている。

## 日本版
日本では、2000年に扶桑社から訳書が発売された。ピーク時には1度の重版で50万部を増刷したこともあったが、それでも書店注文に生産が追い付かないほどだった。2015年時点で累計400万部のロングセラーとなっている。2020年12月現在では105刷・408万部。
日本版出版に際しては、ハードカバーの本家・アメリカ版ではなく、軽いタッチのイギリス版が参考にされた。挿画は、イラストレーターの長崎訓子が担当している。マーケティングライターの牛窪恵は、「新しい価値観を探して行動を起こすことの大切さを教えてくれる本」と評価している。
出版プロデューサーの平田静子によってプロデュースされる。平田が「年末年始に企業のトップが訓示をするときのネタになる」と踏んで、上場企業100社の社長に手紙を添えて献本したところ、大手メーカーの社長が年始のあいさつで紹介したことで火が付いたという。

## 関連作品
バターはどこへ溶けた？
2001年には、本作のパロディとされる『バターはどこへ溶けた？』（ディーン・リップルウッド著）が道出版より出版されている。
チーズは探すな！
2011年には、本作を称えつつも、異論を唱える『チーズは探すな！』（ディーパック・マルホトラ著）がディスカヴァー・トゥエンティワンより出版されている。
迷路の外には何がある?
著者のジョンソンは2017年に逝去したが、本作の続編原稿が残されていることが明らかになった。『チーズはどこへ消えた?』本編で変化に対応できずに取り残された小人を主人公に据えた作品で、日本では2019年に『迷路の外には何がある?』の題で扶桑社から出版された。

## 書誌情報
- Spencer Johnson (1998-3). Who Moved My Cheese?. Putnam's. ISBN 0-399-14446-3
  - スペンサー・ジョンソン『チーズはどこへ消えた?』門田美鈴訳、扶桑社、2000年11月。ISBN 459403019X。
- Spencer Johnson (2018-11). Out of the Maze: A Simple Way to Change Your Thinking & Unlock Success. Vermilion. ISBN 978-1785042119
  - スペンサー・ジョンソン『迷路の外には何がある?『チーズはどこへ消えた?』その後の物語』門田美鈴訳、扶桑社、2019年2月。ISBN 9784594081652。